# Metopilio acanthipes
Metopilio acanthipes is een hooiwagen uit de familie Sclerosomatidae.